# Karl Schmidt (pedagogista)
Karl Schmidt (Osternienburg, 1819 – Köthen, 1864) è stato un pedagogista tedesco.
Fu autore di una monumentale Storia della pedagogia (1862).

## Biografia
Si diplomò alla scuola del villaggio; nel 1834 entrò al ginnasio a Köthen.
Nel 1841 studiò presso l'Università di Halle, dove apprese filosofia e teologia e fu al tempo stesso affascinato dalle idee di Hegel.
Nel 1844 si trasferì a Berlino e nel 1845 divenne assistente insegnante del ginnasio. Poi, per un po' di tempo fu sacerdote, ma nel 1850, infine, abbandonò gli ordini sacri e divenne insegnante. 
Nel 1863, Schmidt lasciò l'insegnamento e si diresse al Consiglio della Formazione Primaria del Ducato di Gotha.

## Opera
Nel 1854 ha pubblicato il suo Libro di educazione, nel 1858 Lettera alla madre sulla educazione fisica e spirituale dei bambini ,nel 1857  Gimnazicheskaya pedagogia, nel 1860 La storia di istruzione e formazione, e nel 1862 anno ha completato il suo lavoro più importante: «Geschichte der Pädagogik dargestellt in weltgeschichtlicher Entwickelung und im Organischen Zusammenhang mit dem Kulturleben» (1860-1862; traduzione in italiano, La storia della Pubblica Istruzione su uno sviluppo storico-mondiale e in stretta connessione con la cultura la vita del popolo).
Questa colossale opera in quattro volumi, pubblicata nel 1890, la cui quarta edizione ha portato fama all'autore, soffre tuttavia secondo alcuni contemporanei
di gravi carenze: la presentazione è piuttosto secca, non  è chiaro il punto di vista filosofico e persino l'imparzialità ha ricevuto una virata anticlericale. Nonostante la grande erudizione e il duro lavoro, l'autore non ha potuto far fronte con il suo compito enorme. Ad ogni modo, il lavoro di Schmidt nel panorama culturale disciplinare del XIX secolo occupa uno dei primi posti tra le opere generali sulla storia dell'educazione.
L'idea di base di Schmidt era di assicurare che la pedagogia dovesse essere in vigore solo come "antropologia applicata". La fondazione del futuro della pedagogia, a suo parere, dovrebbe diventare la frenologia. Le vedute radicali di Schmidt, diverse nettamente da quelle della sua antipode nella storia dell'educazione K.Raumer, per le inclinazioni religiose, gli ha portato molti sostenitori tra insegnanti di scuola di inclinazione liberale. Nel 1863, Schmidt è stato nominato direttore dei docenti del 'seminario di Gotha'. Il risultato delle sue nuove osservazioni erano il libro Storia della scuola elementare e gli insegnanti del Seminario del Ducato di Gotha (1863) e Sulla riforma insegnanti scuola seminario e pubblica (1863). Dopo la morte dell'autore furono pubblicati Anthropology e Sulla questione di educazione e religione (1865).